# Edsbyn
Edsbyn er en by i landskapet Hälsingland i Gävleborgs län i Sverige. Den er administrationsby i Ovanåkers kommun og i 2010 havde den  3.985 indbyggere. 
Byen har station ved jernbanelinjen Norra stambanan, og floden Voxnan løber gennem byen.
I Edsbyn findes idrætsforeningen Edsbyns IF med stolte traditioner inden for specielt bandy.